# Тарлабаши
Тарлабаши (тур. Tarlabaşı) — квартал в районе Бейоглу (Стамбул, Турция), простирающийся от площади Таксим и квартала Талимхане на севере до квартала Тепебаши на юге. Восточную его границу образует четырёхполосный бульвар Тарлабаши, а западную — улица Долапдере.
В квартале, на улице Татлы Бадем (переводится как «сладкий миндаль»), есть музей, посвящённый польскому поэту Адаму Мицкевичу, умершему здесь от холеры в 1855 году. В том же году его тело было перевезено во Францию (кладбище в Монморанси), а в 1890 году — в Польшу (Краков), где его останки нашли упокоение.
По воскресеньям в Тарлабаши организуется базар с сотнями продавцов, пользующийся большой популярностью.
Во второй половине XIX века Тарлабаши стал жилым кварталом, где обитали люди со средним и низким уровнем дохода, в то время как в его окрестностях проживали представители высших слоёв стамбульского общества. Тарлабаши населяли преимущественно немусульмане, в том числе евреи, армяне и греки.
И в нынешнее времена в Тарлабаши преимущественно проживают люди с низким уровнем дохода, а сам квартал называют «старейшими трущобами Стамбула». С другой стороны его население представляет собой исторически сложившееся пёстрое сообщество, включающее в себя курдских и сирийских беженцев, сирийские и цыганские общины. В 1990-х годах большое количество курдских мигрантов из юго-восточной Турции осело в Тарлабаши, смешавшись с местным цыганским населением. С недавних времён квартал также стал прибежищем для множества мигрантов из соседних стран и Африки. В Тарлабаши также существует крупное сообщество трансгендерных людей.
Угрозу существованию местного сообщества представляют планы правительства в реализации проектов «возрождения» района, в ходе которой из Тарлабаши могут быть выселены его бедные жители. Квартал, площадью в около 20 000 м², состоящий из 9 блоков и 278 участков, был объявлен правительством зоной возрождения в феврале 2006 года по ходатайству местных муниципальных властей.

## Галерея

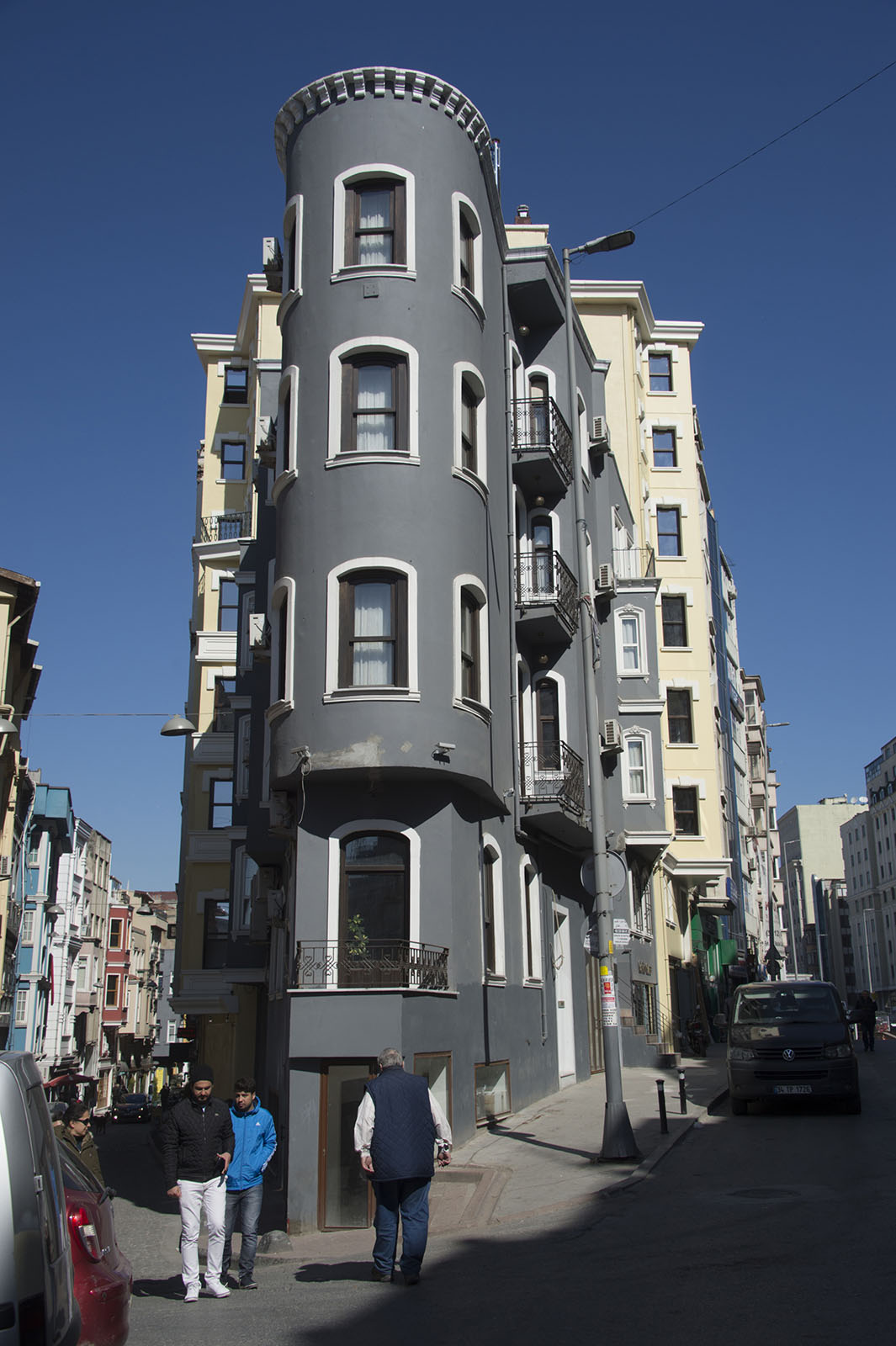
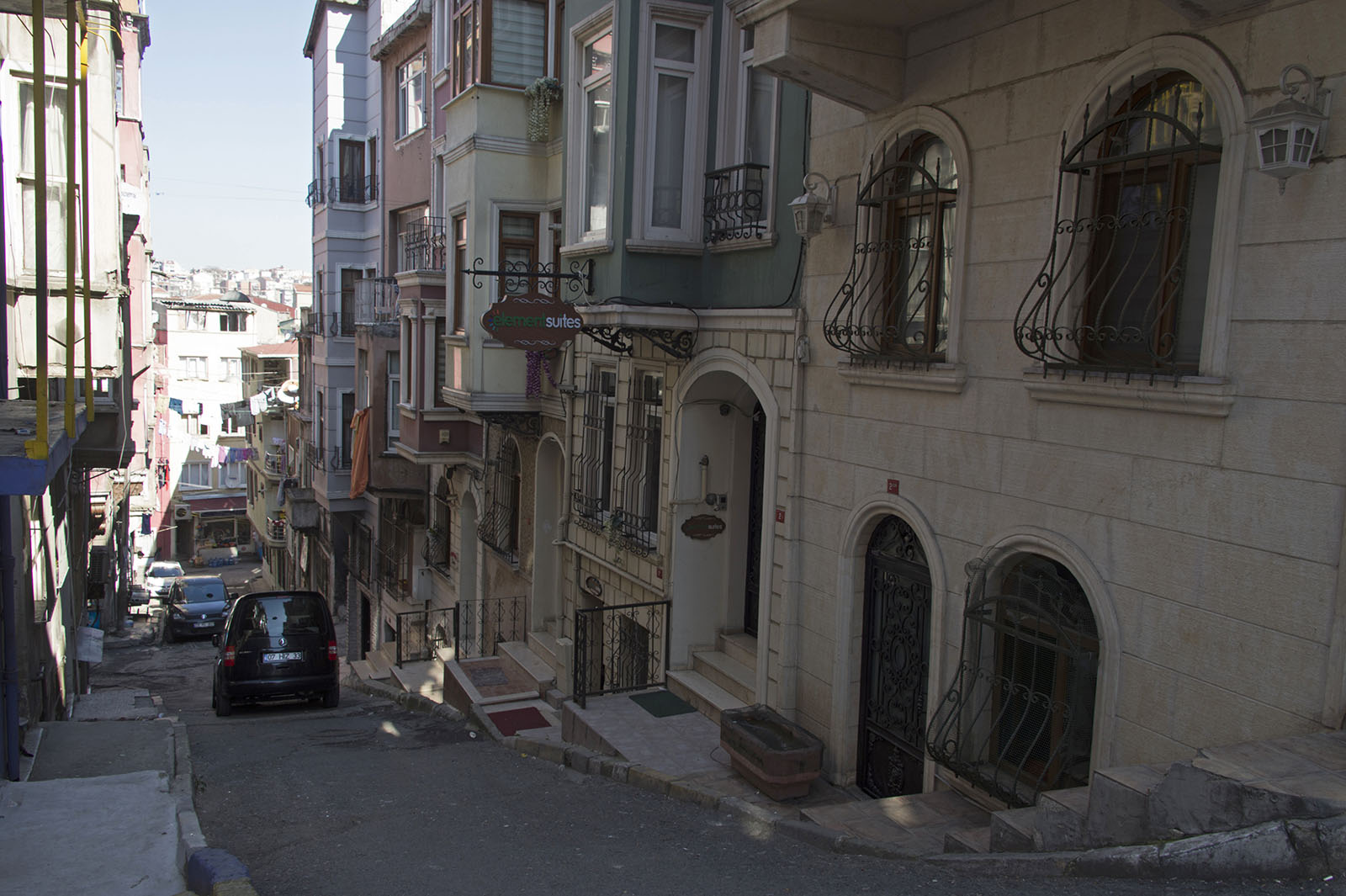
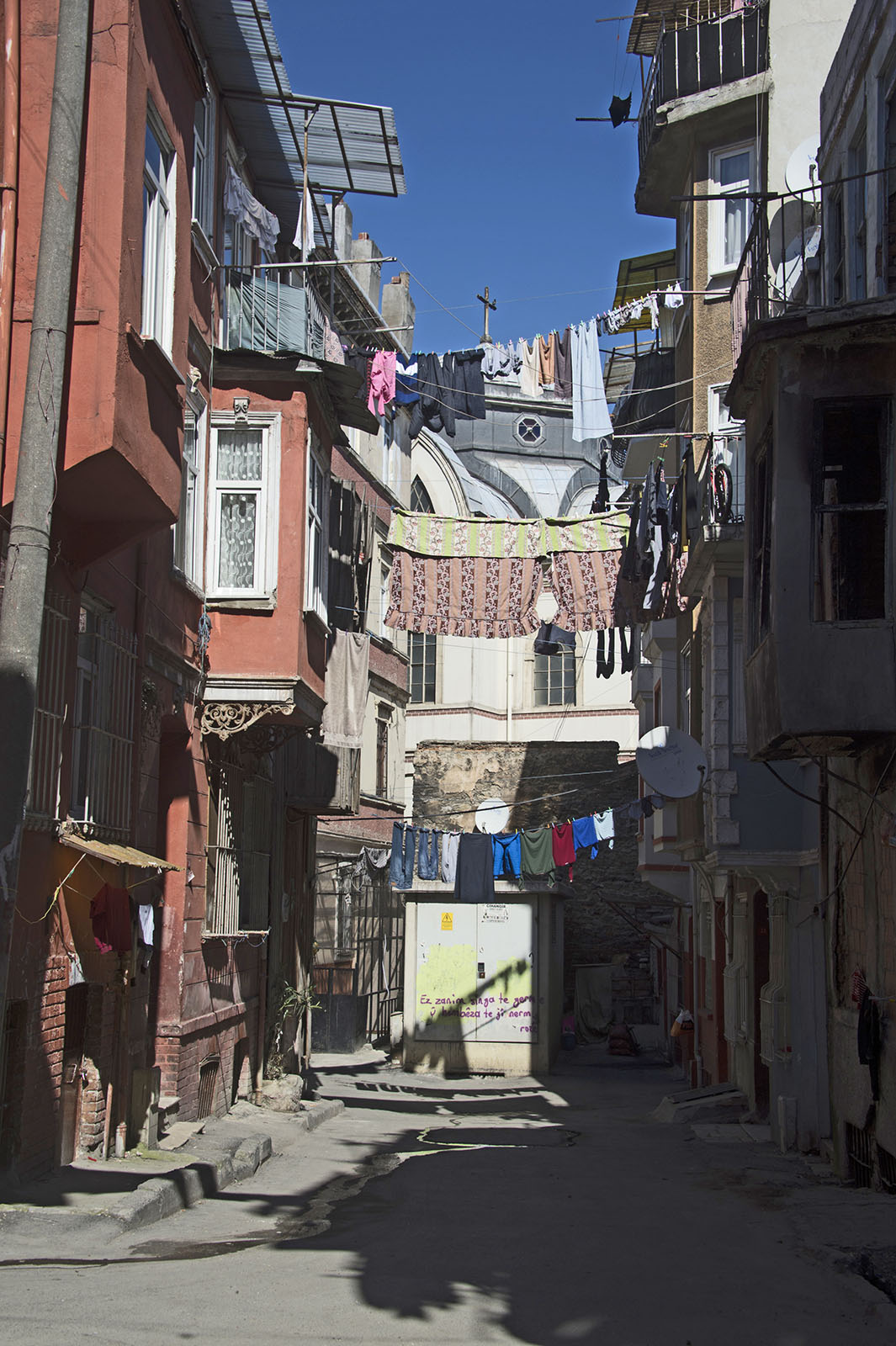
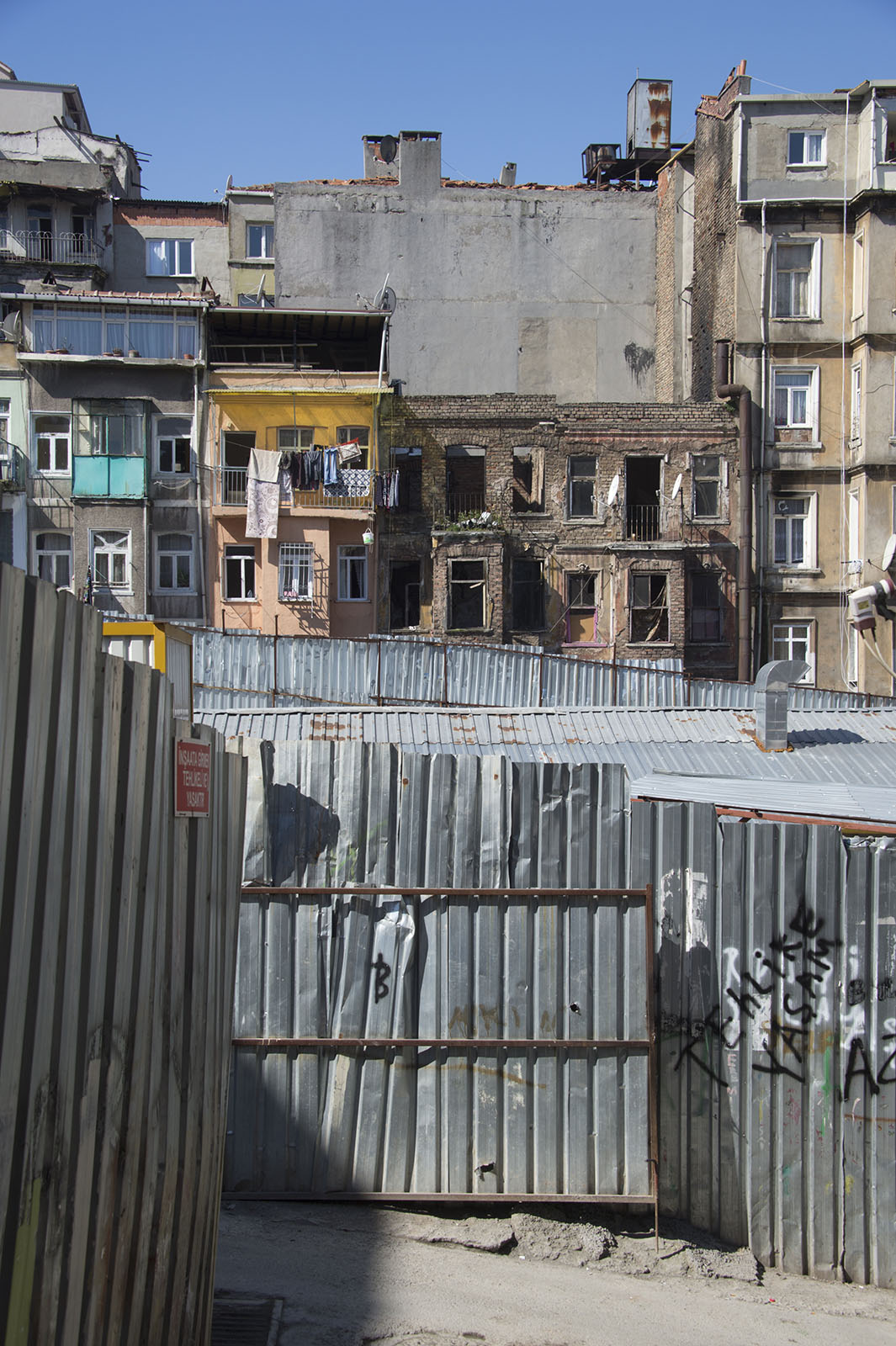
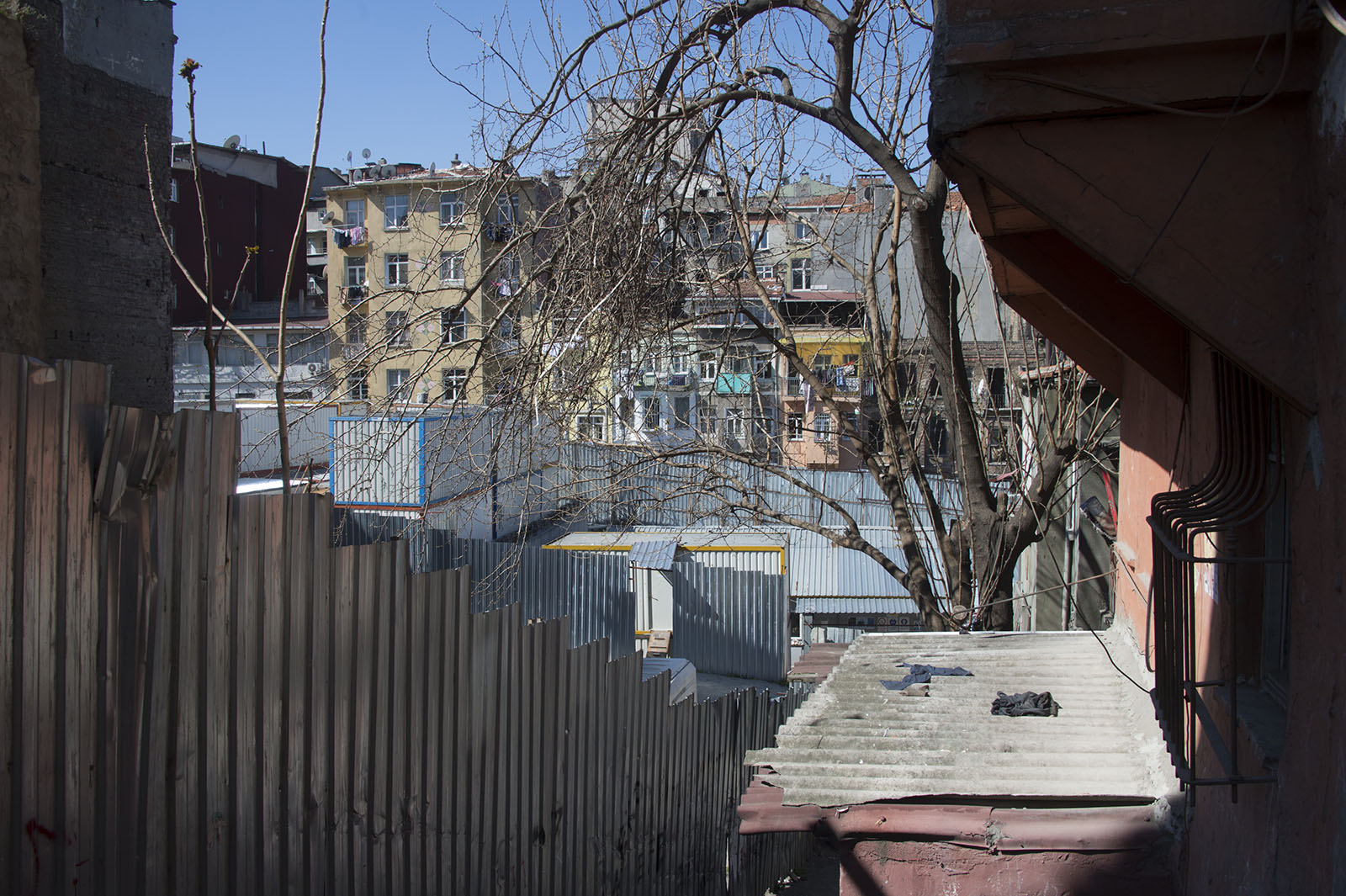
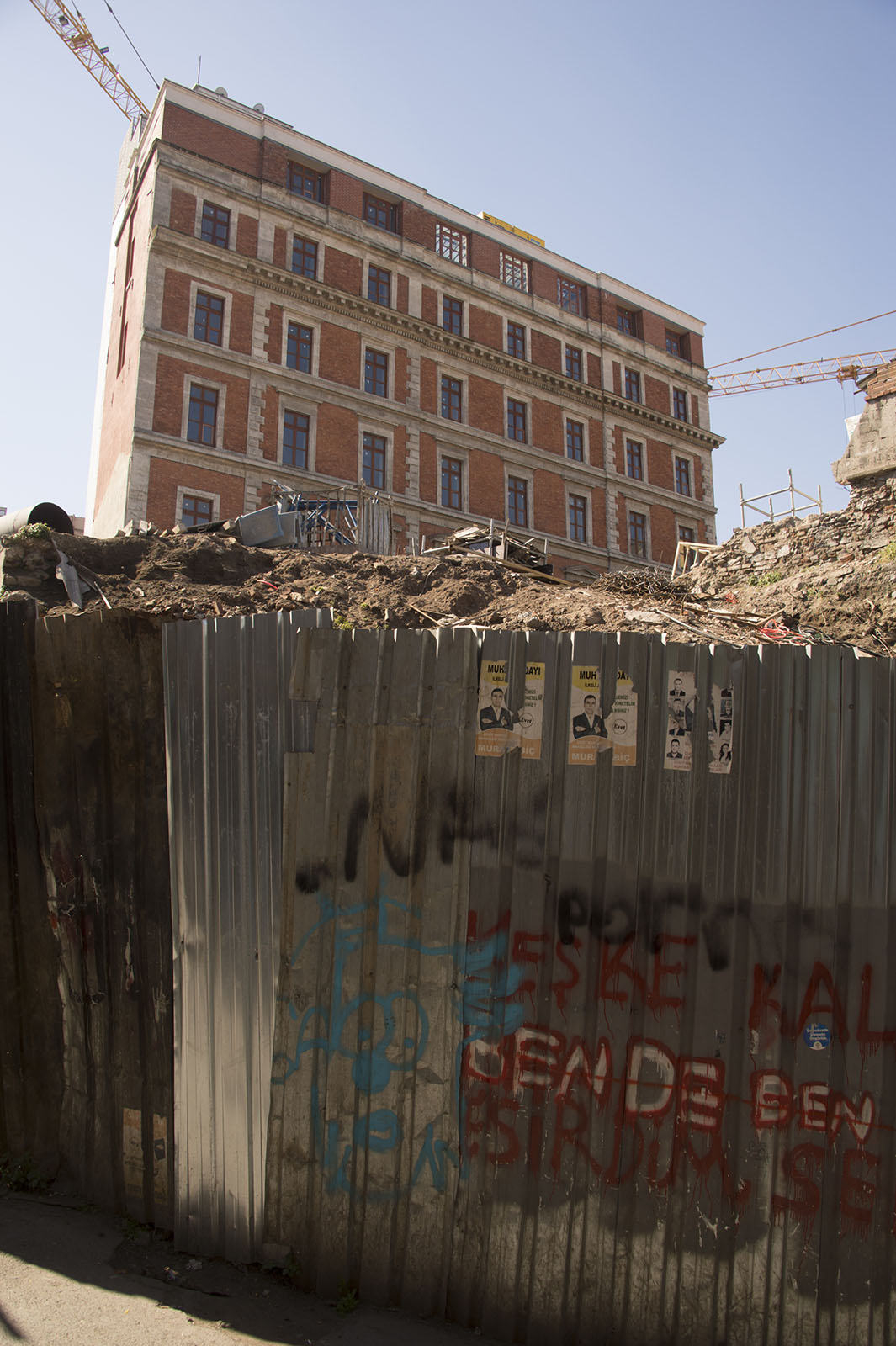